# Mafalda Kastiljska
Infanta Doña Mafalda Kastiljska (španjolski Mafalda de Castilla y Plantagenet ili "Mafalda Plantagenet Kastiljska") (1191. - Salamanca, 1204.) bila je kći kralja Alfonsa VIII. i Eleonore Engleske te sestra Berengarije, Urake, Blanke i Leonore. Mafaldini su djedovi bili Henrik II. Engleski i Sančo III. Željeni.
Mafalda je rođena 1191. u Plasenciji. 1204. godine zaručena je za infanta Ferdinanda Leonskog, za čijeg se oca 1197. udala Mafaldina sestra Berengarija. Do braka nije došlo jer je Mafalda umrla u Salamanki 1204. god., otprilike u dobi od 13 godina.
Mlada je infanta možda pokopana u Salamanki, ali je moguće da je zapravo pokopana u Burgosu. U katedrali u Salamanki je nađena ploča s natpisom:
AQUÍ YACE DOÑA MAFALDA, HIJA DE ALFONSO VIII Y DE LA REINA DOÑA LEONOR Y HERMANA DE DOÑA BERENGUELA, QUE FINÓ EN SALAMANCA POR CASAR, EN 1204.
Ploča objašnjava da je Mafalda umrla 1204. godine te otkriva njezino podrijetlo, spominjući joj i sestru Berengariju, koja je 1204. rodila kćer Berengariju.
Prema knjizi Miriam Shadis Berenguela of Castile (1180-1246) and Political Women in the High Middle Ages, samo je postojanje Mafalde možda samo fabrikacija jer se ona ne spominje u poveljama niti su ju kroničari zabilježili. 